# Geranium pusillum
Geranium pusillum és una espècie classificada a la família de les geraniàcies que habita des d'Europa excepte a Islàndia a l'Àsia central, l'Índia, Iraq i Àfrica. Prolifera en zones ermes i en camps de cultiu. Creix en penya-segats, turons àrids i camps. És com Geranium molle però amb flors més petites, de pètals lila pàl·lid de 2-4 mm, i sèpals aproximadament de 4 mm. Amb 3-5 estams estèrils, sense anteres. El fruit és pilós, sense crestes transversals. Floreix a la primavera i estiu.